# Ernesto Sabbatini
Ernesto Sabbatini (8 de septiembre de 1878–5 de octubre de 1954) fue un actor teatral y cinematográfico de nacionalidad italiana.

## Biografía
Nacida en Padua, Italia, era descendiente de una dinastía de actores – era bisnieto de Adelaide Ristori e hijo de Enrico Sabbatini y Enrichetta Rissone – y abandonó los estudios para dedicarse a la interpretación debutando en 1899 junto a Ermete Novelli. Trabajó como primer actor joven con Teresa Mariani, siendo más adelante director de teatro con Oreste Calabresi.
Considerado por la crítica como un actor moderado y compuesto, en su carrera afrontó géneros diversos. En los inicios del siglo XX, junto a su primera esposa, Giannina Chiantoni, formó parte de la Compagnia Stabile di Milano dirigida por Marco Praga. Tras la Primera Guerra Mundial trabajo con Irma Gramatica y, en 1924, en la compañía de Maria Melato, con la cual actuó en El jardín de los cerezos, obra representada por vez primera en Italia. 
A continuación tuvo un gran éxito interpretando en 1925 Gutibli, de Giovacchino Forzano. En el mismo año, con la compañía de Tatiana Pavlova, comenzó a trabajar como director artístico, función que desempeñó durante casi treinta años. Así, Sabbatini dirigió el drama Gelosia, de Mijaíl Petróvich Artsibáshev, representado en el Teatro Goldoni de Venecia, donde debutó el 26 de agosto de 1926 con una gran acogida por parte del público y de la crítica. En 1928, con una compañía propia, dirigió por vez primera Minnie, la candida, de Massimo Bontempelli, en el Teatro di Torino, pero sin conseguir un gran resultado por parte del público.
Activo también en los años de la Segunda Guerra Mundial, en 1944, y con Laura Adani - su cuñada, hermana de su segunda esposa, Lena Adani – actuó en Agnes Bernauer, de Friedrich Hebbel, que se representó en el Maggio Musicale Fiorentino junto a los jóvenes actores Ernesto Calindri, Vittorio Gassman y Tino Carraro.
Sabbatini debutó en el cine en 1914, tomando parte del film Amore senza stima y prosiguiendo, también en la época del sonoro, su actividad como actor de carácter.
Ernesto Sabbatini falleció en Milán, Italia, en 1954 a causa de un ataque al corazón.

## Selección de su filmografía
- Il principe dell'impossibile, de Augusto Genina (1919)
- Piccola mia, de Eugenio De Liguoro (1933)
- Come le foglie, de Mario Camerini (1935)
- L'albero di Adamo, de Mario Bonnard (1936)
- Torna caro ideal, de Guido Brignone (1939)
- Piazza San Sepolcro, de Giovacchino Forzano (1942)
- Nessuno torna indietro, de Alessandro Blasetti (1943)
- Non mi muovo!, de Eduardo De Filippo (1943)
- Il romanzo di un giovane povero, de Guido Brignone (1943)
- Rocambole, de Jacques Baroncelli (1946)
- La rivincita di Baccarat, de Jacques De Baroncelli (1946)
- La mano della morta, de Carlo Campogalliani (1949)
- Avanzi di galera, de Vittorio Cottafavi (1954)
- Foglio di via, de Carlo Campogalliani (1955)